# 愛国女性のつどい花時計
愛国女性のつどい花時計（あいこくじょせいのつどいはなどけい）とは日本の市民団体。日本女性の会そよ風から活動方針を巡って分派するかたちで設立された。
女性の会員を中心に構成されている、街頭で愛国教育を行うことや憲法改正を求めている。団体の主張によれば、会員数は720人（2014年2月現在）。その他、選択的夫婦別姓制度への反対や朝日新聞への批判などを主張。活動については、外国ならば普通の人間は普通に行っていることをやっているに過ぎないとしている。
2023年2月現在、活動を記録した動画のYoutube動画はアカウント閉鎖・非公開となっている。
2015年撮影の街宣動画